# Giovanni Plana
Giovanni Antonio Amedeo Plana (Voghera, 6 november 1781 – Turijn, 20 januari 1864) was een Italiaans astronoom en wiskundige.
Hij hield zich onder meer bezig met de beweging van de maan, integraalrekeningen, elliptische functies, warmte, elektrostatica en geodesie (met onder meer Francesco Carlini). In 1811 werd hij hoogleraar astronomie aan de Universiteit van Turijn en bleef dat de rest van zijn werkzame leven.
Plana werd in 1827 verkozen tot Fellow of the Royal Society, waarvan hij in 1834 de Copley Medal ontving. De Plana-krater op de maan werd naar hem vernoemd.

## Privé
Plana was de zoon van Antonio Maria Plana en Giovanna Giacoboni.

## Bibliografie

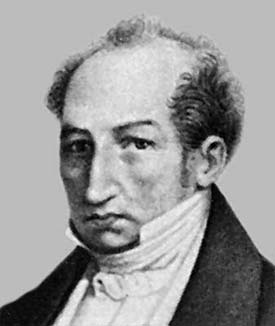
Giovanni Plana